# Ga Amsa
Ga Amsa (Tiếng Hàn: 암사역, Hanja: 岩寺驛) là ga tàu điện ngầm trên Tàu điện ngầm Seoul tuyến 8 nằm ở Amsa-dong và Cheonho-dong ở Gangdong-gu, Seoul.

## Lịch sử
- 2 tháng 7 năm 1999: Cùng với việc mở cửa Tàu điện ngầm Seoul tuyến 8, ga bắt đầu hoạt động như ga cuối của tuyến.

- 17 tháng 12 năm 2015: Khởi công xây dựng đoạn giữa Ga Byeollae ~ Ga Amsa trên Tàu điện ngầm Seoul tuyến 8
- 29 tháng 6 năm 2024: Đoạn giữa Ga Byeollae ~ Ga Amsa trên Tàu điện ngầm Seoul tuyến 8 đi vào hoạt động và trở thành ga trung gian

## Bố trí ga
| Công viên Lịch sử Amsa ↑ |
| \| N/B                   |
| ↓ Cheonho                |

| Hướng Bắc | ● Tuyến 8 | ← Hướng đi Công viên Lịch sử Amsa · Guri · Dasan · Byeollae |
| Hướng Nam | ● Tuyến 8 | → Hướng đi Cheonho · Jamsil · Bokjeong · Moran →            |

## Xung quanh nhà ga
| Lối ra \| 나가는 곳 \| Exit \| 出口 | Lối ra \| 나가는 곳 \| Exit \| 出口 |
| ----------------------------------- | --- |
| 1                                   | Amsa 1-dong Hướng Myeongil-dong Thư viện Amsa Gangdong-gu Chợ tổng hợp Amsa                                                                                  |
| 2                                   | Hướng ngã tư Cheonho Trường trung học cơ sở Cheonil Trường tiểu học Gangdong Trung tâm Seoul Gangdong 50 Plus                                                |
| 3                                   | Trường tiểu học Shinam Thư viện chữ nổi Hàn Quốc |
| 4                                   | Trung tâm cộng đồng Amsa 2-dong Trung tâm An toàn Amsa 119 Hướng tới di tích thời tiền sử Amsa Công viên Gwangnaru Hangang Samsung Gwangnaru APT Huyndai APT |

## Hình ảnh

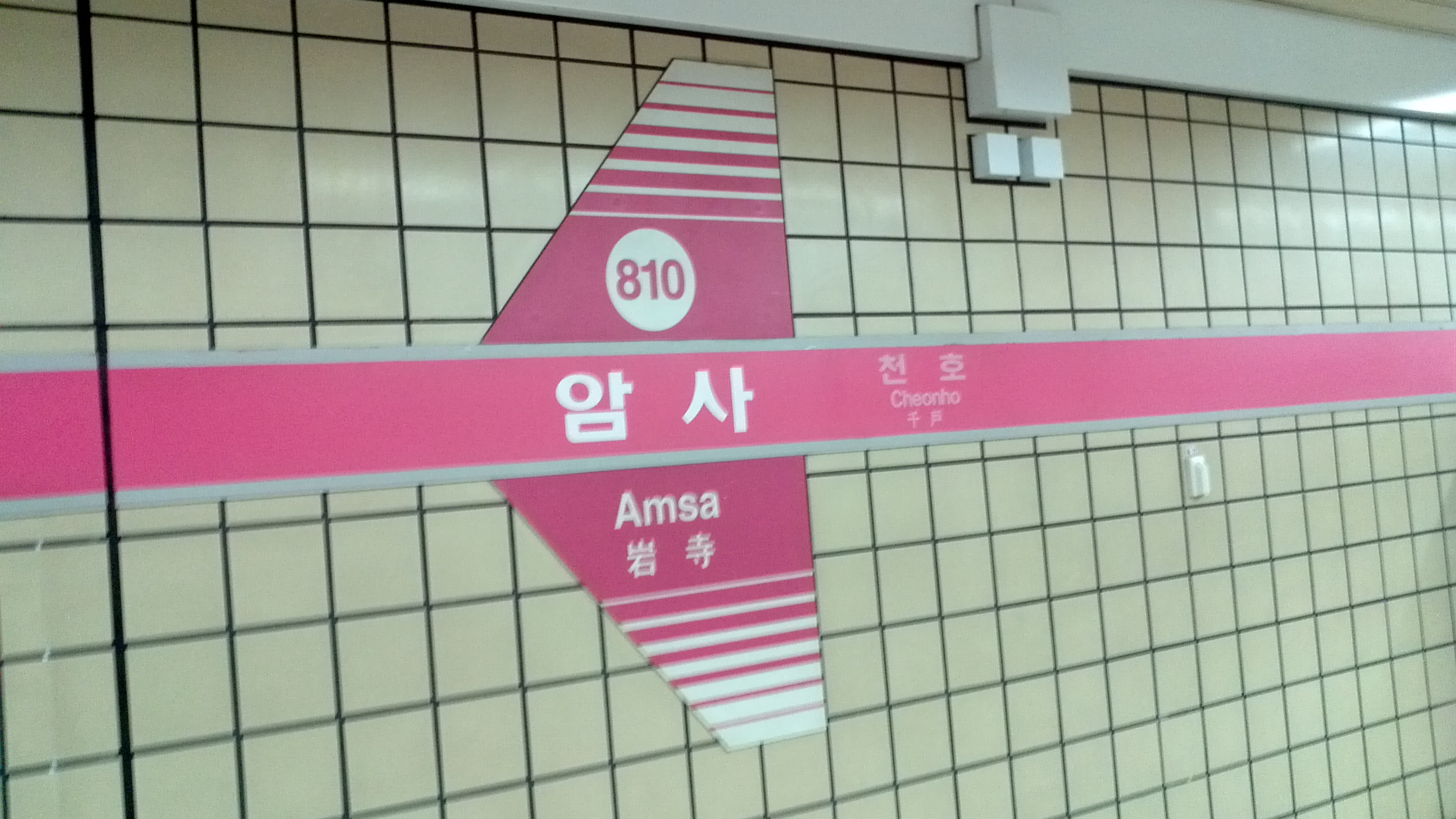
Bảng tên ga (Trước khi thay đổi)
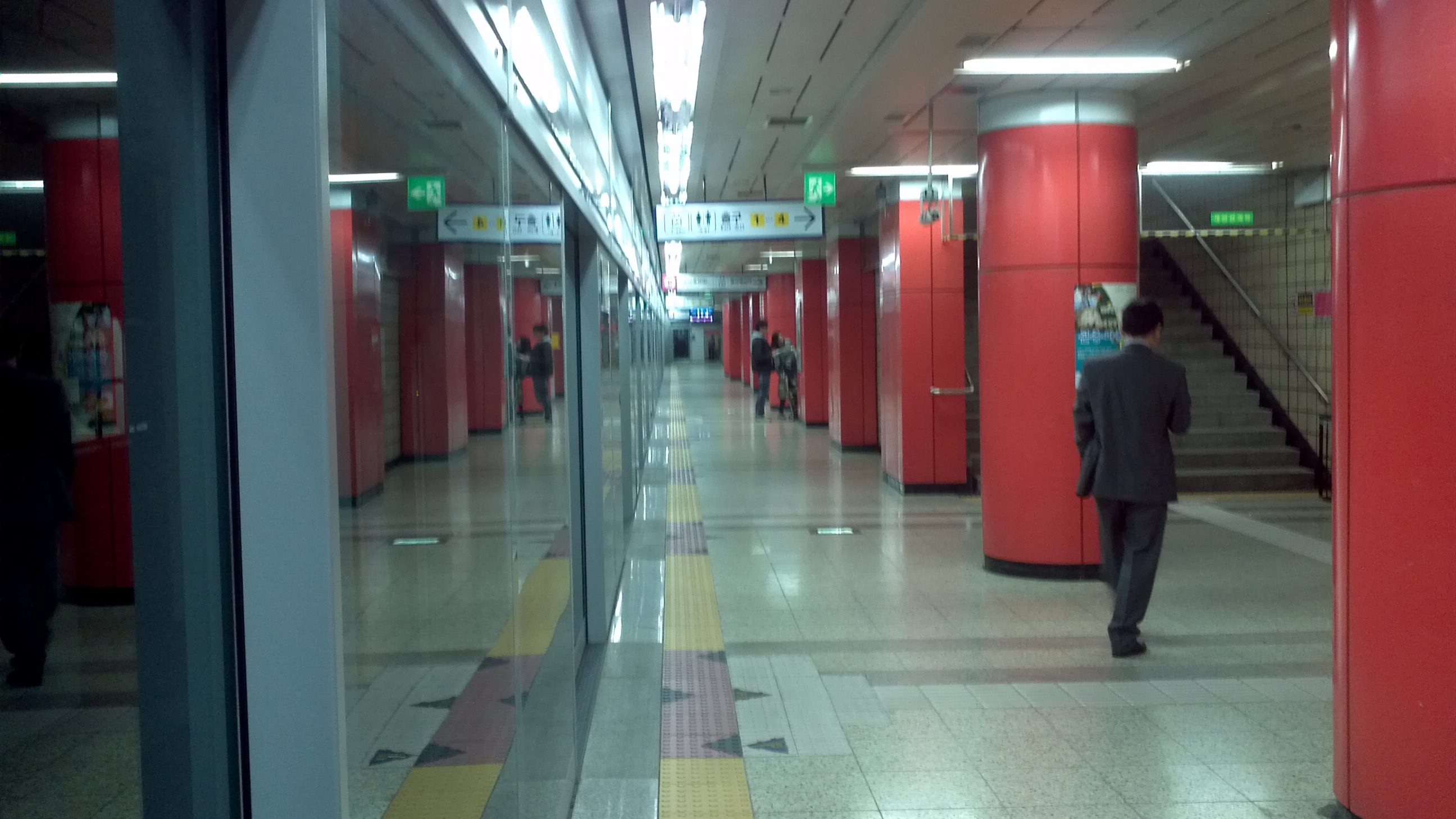
Sân ga
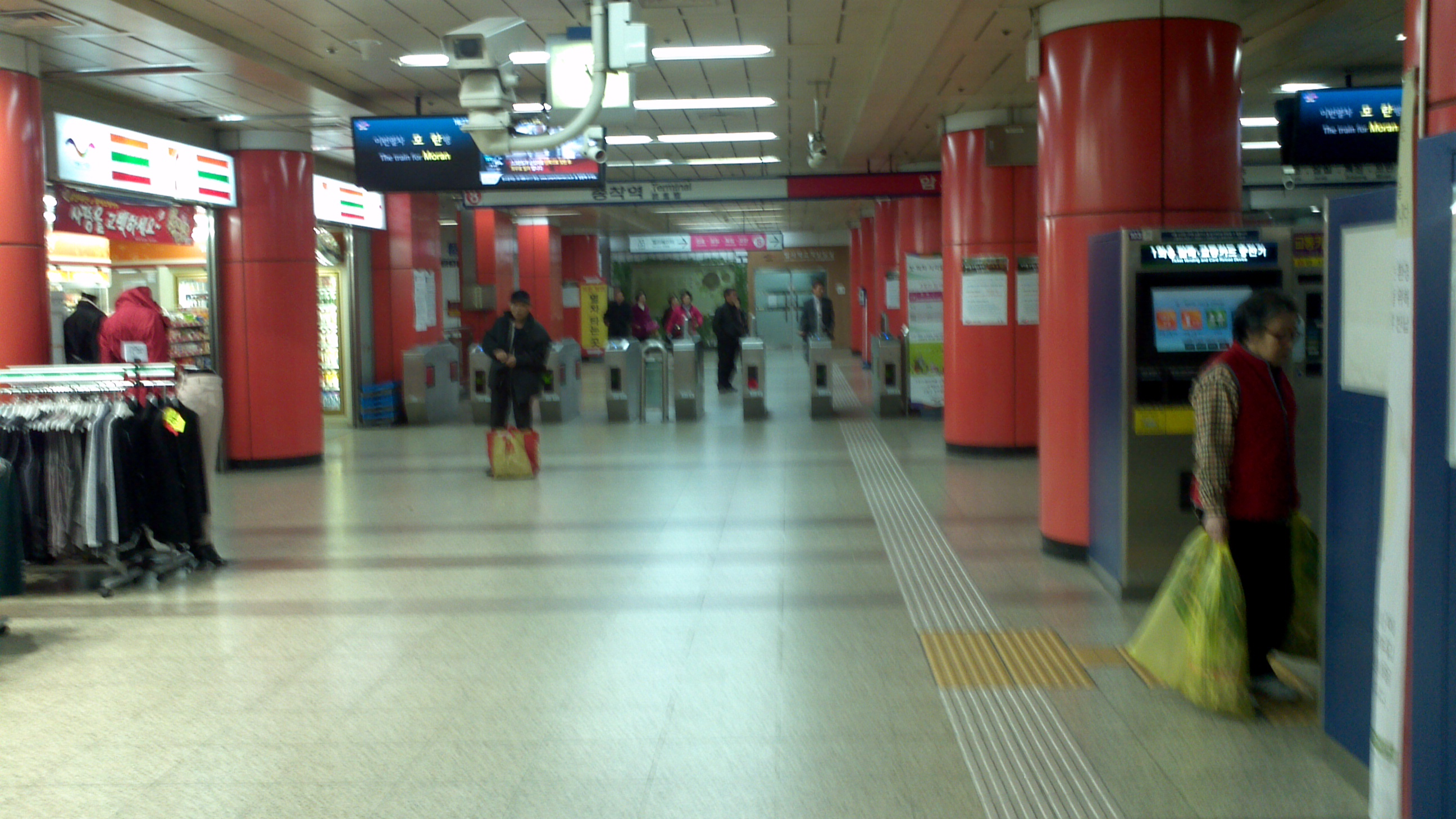
Phòng chờ và cổng (trong Tổng công ty vận tải nhanh đô thị Seoul)
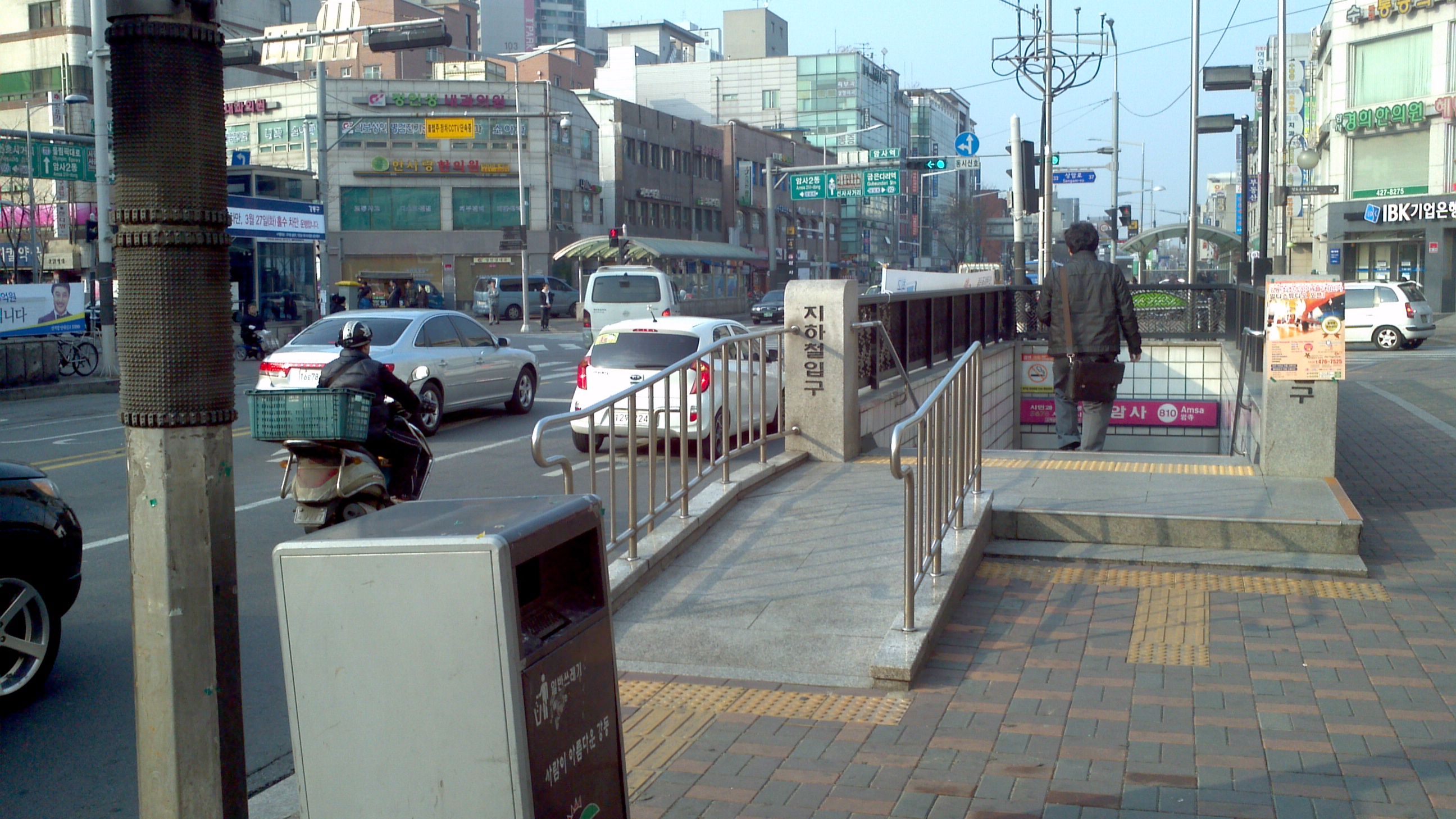
Tất cả các lối vào và lối ra đều có thể nhìn thấy được (Trong thời kỳ Tổng công ty vận tải nhanh đô thị Seoul)
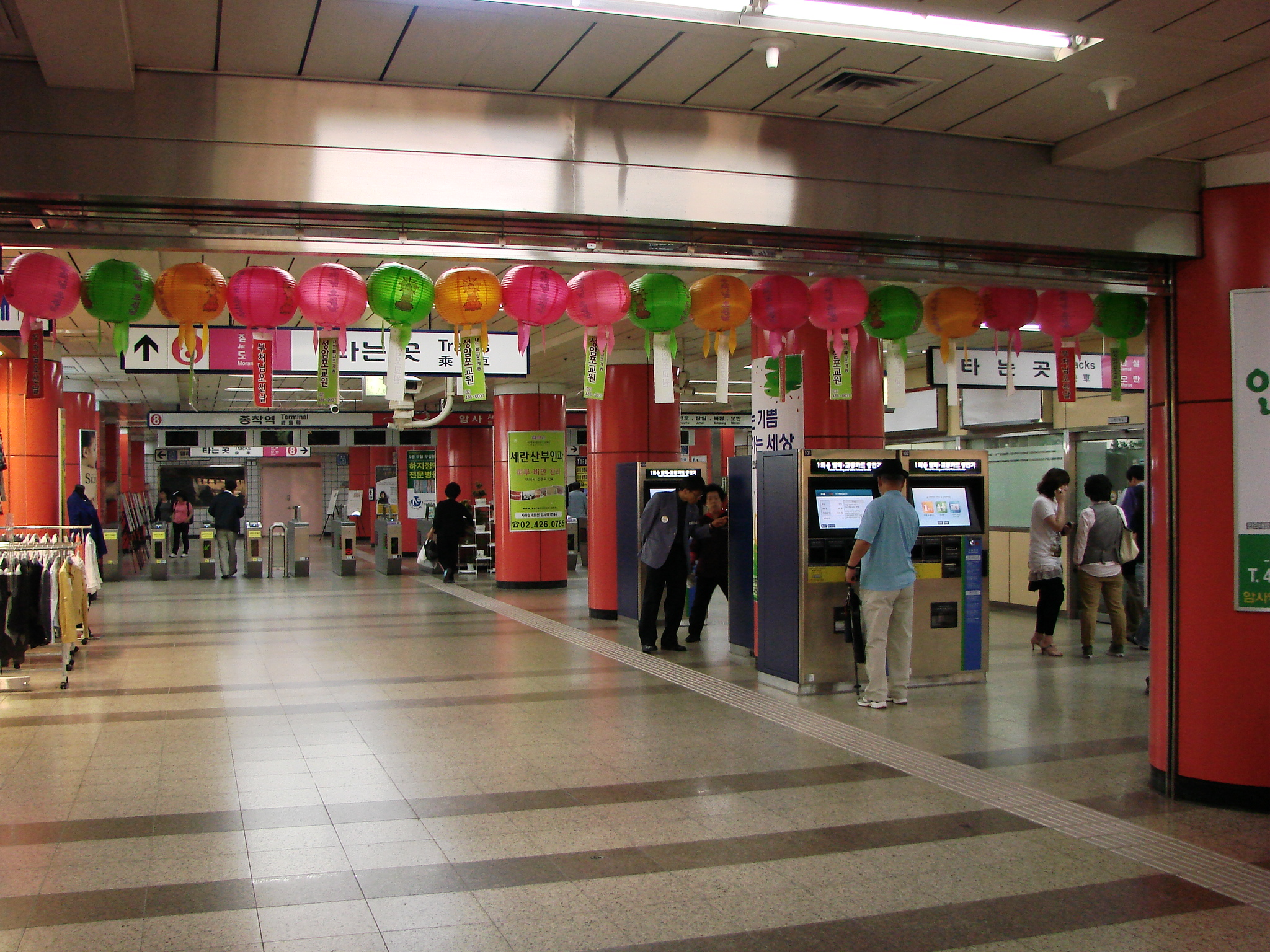
Phòng chờ (khi đèn lồng được trang trí)